# Liste der Biografien/Hauf
Liste der Biografien |
Portal Biografien |
Personensuche
# |
A |
B |
C |
D |
E |
F |
G |
H |
I |
J |
K |
L |
M |
N |
O |
P |
Q |
R |
S |
T |
U |
V |
W |
X |
Y |
Z |
?
 
Ha |
Hd |
He |
Hi |
Hj |
Hk |
Hl |
Hm |
Hn |
Ho |
Hr |
Hs |
Ht |
Hu |
Hv |
Hw |
Hy
 
Haa |
Hab |
Hac |
Had |
Hae–Haf |
Hag |
Hah |
Hai |
Haj |
Hak |
Hal |
Ham |
Han |
Hao |
Hap |
Haq |
Har |
Has |
Hat |
Hau |
Hav |
Haw |
Hax |
Hay |
Haz
 
Haua |
Haub |
Hauc |
Haud |
Haue |
Hauf |
Haug |
Hauk |
Haul |
Haum |
Haun |
Hauo |
Haup |
Haur |
Haus |
Haut |
Hauv |
Hauw |
Haux |
Hauy |
Hauz
Die Liste der Biografien führt alle Personen auf, die in der deutschsprachigen Wikipedia einen Artikel haben. Dieses ist eine Teilliste mit 71 Einträgen von Personen, deren Namen mit den Buchstaben „Hauf“ beginnt.

## Hauf
- Hauf, Albert (* 1938), spanischer Philologe, Historiker und Literaturkritiker deutscher Herkunft
- Hauf, Alexia (* 1998), deutsche Handballspielerin
- Hauf, Boris (* 1974), österreichischer Musiker
- Hauf, Luca (* 2004), deutscher Eishockeyspieler

### Haufe
- Haufe, Andrea (* 1953), deutsche Designerin, Illustratorin und Verlegerin
- Haufe, Christoph Michael (1932–2011), deutscher Pfarrer, Theologieprofessor und Domherr zu Meissen
- Haufe, Eberhard (1931–2013), deutscher Germanist, Autor und Herausgeber
- Haufe, Erhard (* 1924), deutscher Fußballspieler
- Haufe, Friederike, deutsche Pianistin
- Haufe, Friedrich (1899–1970), evangelisch-lutherischer Pfarrer und Theologe
- Haufe, Günter (* 1949), deutscher Chemiker
- Haufe, Günther (1922–2014), deutscher Physiker und Hochschullehrer
- Haufe, Helmut (1906–1943), deutscher Soziologe und Südosteuropaexperte
- Haufe, Henry (* 1989), deutscher Fußballspieler
- Haufe, Jürgen (1949–1999), deutscher Grafiker und Maler
- Haufe, Manfred (1930–2021), deutscher Politiker
- Haufek, Alfred (1933–2014), österreichischer Politiker (SPÖ)
- Haufellner, Josef (1911–1970), deutscher Politiker (CSU), Bezirkstagspräsident von Niederbayern
- Haufer, Matthias (* 1980), deutscher Basketballfunktionär

### Hauff
- Hauff, Alexander (* 1957), deutscher Schauspieler, Hörspielsprecher und SängerAlexander Hauff (* 1957)

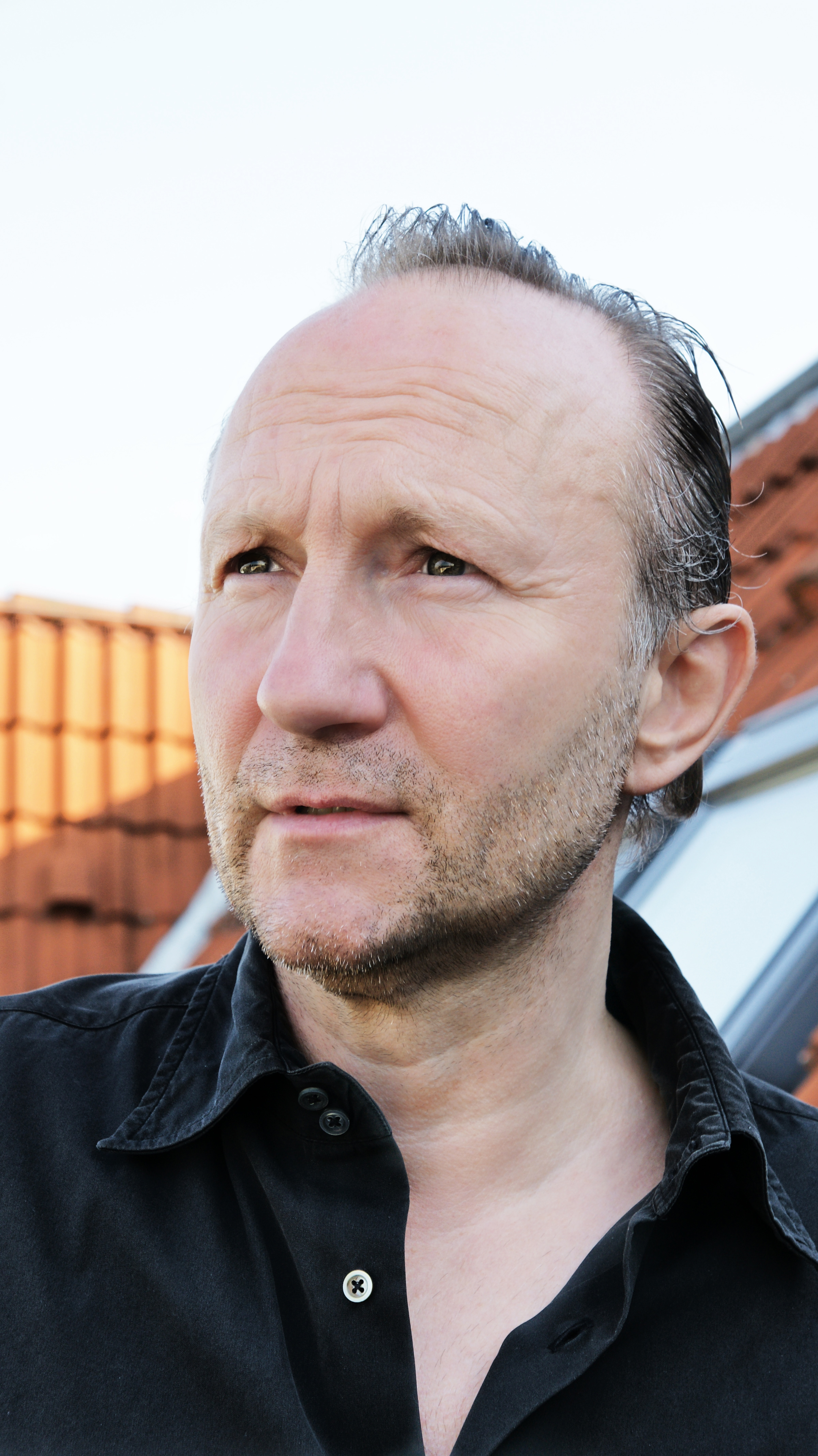
Alexander Hauff (* 1957)

- Hauff, Andreas (1933–2021), österreichischer Sänger und Texter auf dem Gebiet des Schlagers und der volkstümlichen Musik
- Hauff, Angelika (1922–1983), österreichische Schauspielerin
- Hauff, Bernhard (1866–1950), deutscher Präparator und Fossiliensammler
- Hauff, Bernhard junior (1912–1990), deutscher Paläontologe und Museumsdirektor
- Hauff, Bruno (1884–1963), deutscher Verleger
- Hauff, Bruno (* 1885), deutscher Unternehmer und Politiker (DDP, DStP), MdL
- Hauff, Daniel (1629–1665), deutscher Rechtsadvokat
- Hauff, Eberhard (1932–2021), deutscher Regisseur, Drehbuchautor, Filmproduzent und Filmfunktionär
- Hauff, Elizabeth von (* 1977), Physikerin und Hochschullehrerin
- Hauff, Friedrich (1863–1935), deutscher Chemiker und Industrieller
- Hauff, Helena, deutsche DJ und Musikproduzentin
- Hauff, Hermann (1800–1865), deutscher Schriftsteller, Redakteur und Übersetzer
- Hauff, Johann Karl Friedrich (1766–1846), deutscher Mathematiker, Physiker und Hochschullehrer
- Hauff, Julia (1900–1989), deutsche Bildhauerin
- Hauff, Karl (1908–1987), deutscher Gewerkschafter und Politiker (SPD), MdL
- Hauff, Lilly (1876–1948), deutsche Frauenrechtlerin
- Hauff, Michael von (* 1947), deutscher Ökonom und Professor
- Hauff, Monika (* 1944), deutsche Sängerin
- Hauff, Reinhard (* 1939), deutscher Regisseur
- Hauff, Rolf Bernhard (* 1953), deutscher Paläontologe und Museumsdirektor
- Hauff, Sigrid (1941–2018), deutsche Schriftstellerin und Herausgeberin
- Hauff, Sigurd (* 1935), deutscher Politiker (SPD), MdA
- Hauff, Victor (1771–1819), Hofgerichtsadvokat und Bürgermeister von Tübingen sowie Oberamtsrichter in Besigheim
- Hauff, Volker (* 1940), deutscher Politiker (SPD), MdB
- Hauff, Walter von (* 1949), deutscher Schauspieler, Hörspiel- und Synchronsprecher
- Hauff, Wilhelm (1802–1827), deutscher SchriftstellerWilhelm Hauff (1802–1827)

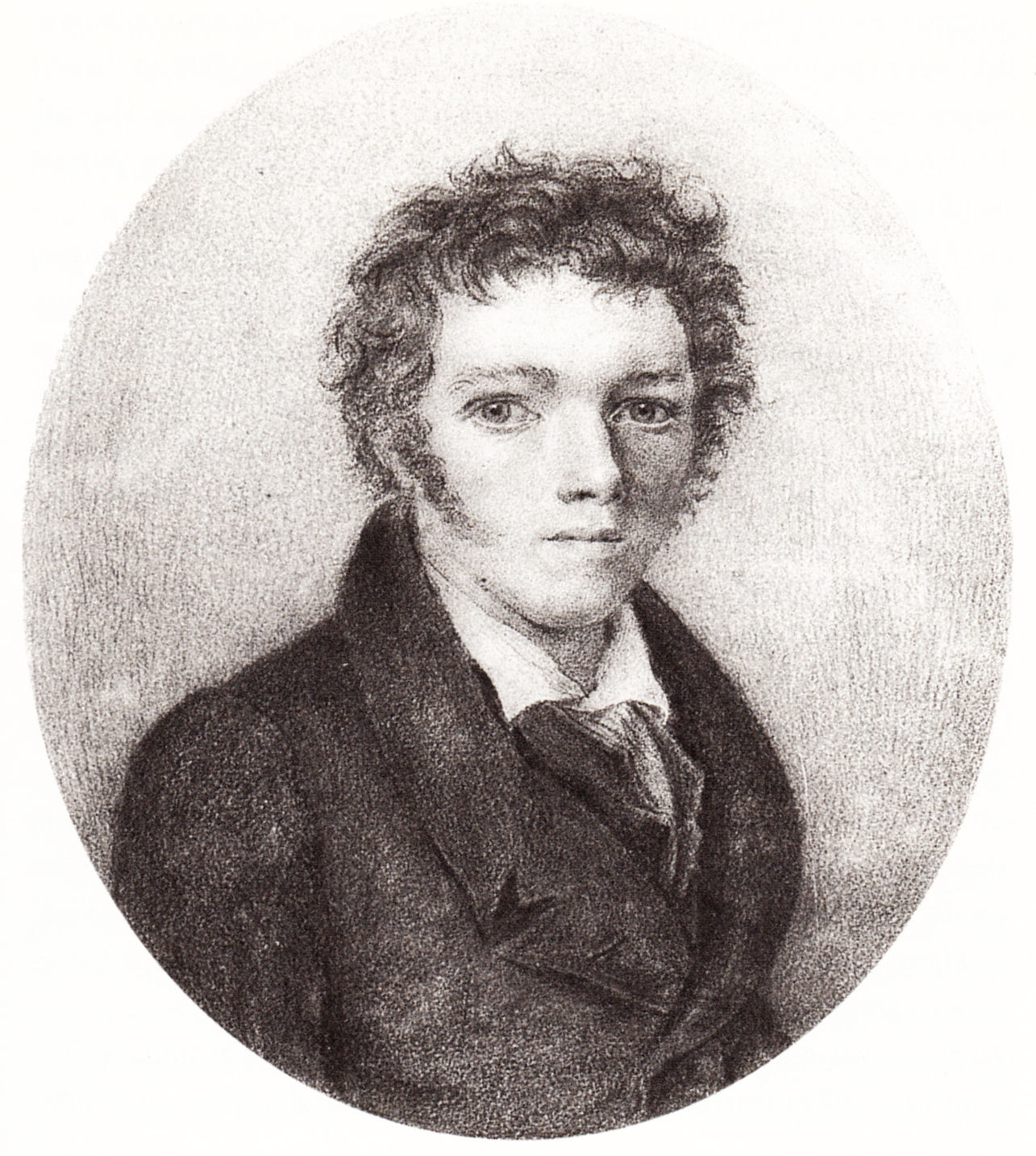
Wilhelm Hauff (1802–1827)

- Hauffe, Armin (1948–1997), deutscher Journalist, Rundfunkreporter und Sportchef des Landesfunkhauses in Schleswig-Holstein
- Hauffe, Arthur (1892–1944), deutscher General der Infanterie im Zweiten Weltkrieg
- Hauffe, Christian Gotthold (1725–1799), deutscher Buchhändler, Verleger und Romanautor
- Hauffe, Friederike (1801–1829), Seherin von Prevorst, Patientin Justinus Kerners
- Hauffe, Friedrich Wilhelm (1845–1915), deutscher Politiker (DKP), MdR, MdL (Königreich Sachsen)
- Hauffe, Georg (1872–1936), deutscher Arzt und Hydrotherapeut
- Hauffe, Gregor (* 1982), deutscher Ruderer
- Hauffe, Hans Günter (1904–1985), deutscher Wirtschaftsanwalt und Schriftsteller
- Hauffe, Herbert (1914–1997), deutscher Politiker (SPD), MdL, MdB
- Hauffe, Karl (1913–1998), deutscher Chemiker
- Hauffe, Leopold von (1840–1912), österreichischer Maschinenbauer und Hochschullehrer
- Hauffe, Louise (1836–1882), deutsche Konzertpianistin
- Hauffe, Martin (1886–1972), deutscher Offizier, Funktionär und Verwaltungsleiter
- Hauffe, Richard (1878–1933), österreichischer Fotograf
- Hauffe, Siegfried (1923–1997), deutscher Tier-, Jagd-, Landschaftsmaler und Illustrator
- Hauffe, Ulrike (* 1951), deutsche Psychologin, Landesbeauftragte für Frauen des Landes Bremen und Leiterin der Bremischen Zentralstelle für die Verwirklichung der Gleichberechtigung der Frau
- Hauffen, Adolf (1863–1930), tschechoslowakischer Literaturhistoriker

### Haufi
- Haufiku, Bernard (* 1966), namibischer Politiker und Arzt

### Haufl
- Haufler, Fritz (1885–1956), Schweizer Glasmaler und Heraldiker
- Haufler, Janet (1931–2020), Schweizer Schauspielerin, Performancekünstlerin und Pädagogin
- Haufler, Max (1910–1965), Schweizer Maler, Schauspieler, Drehbuchautor und Filmregisseur
- Haufler, Nikolaus (* 1984), deutscher Politiker (CDU), MdHBNikolaus Haufler (* 1984)

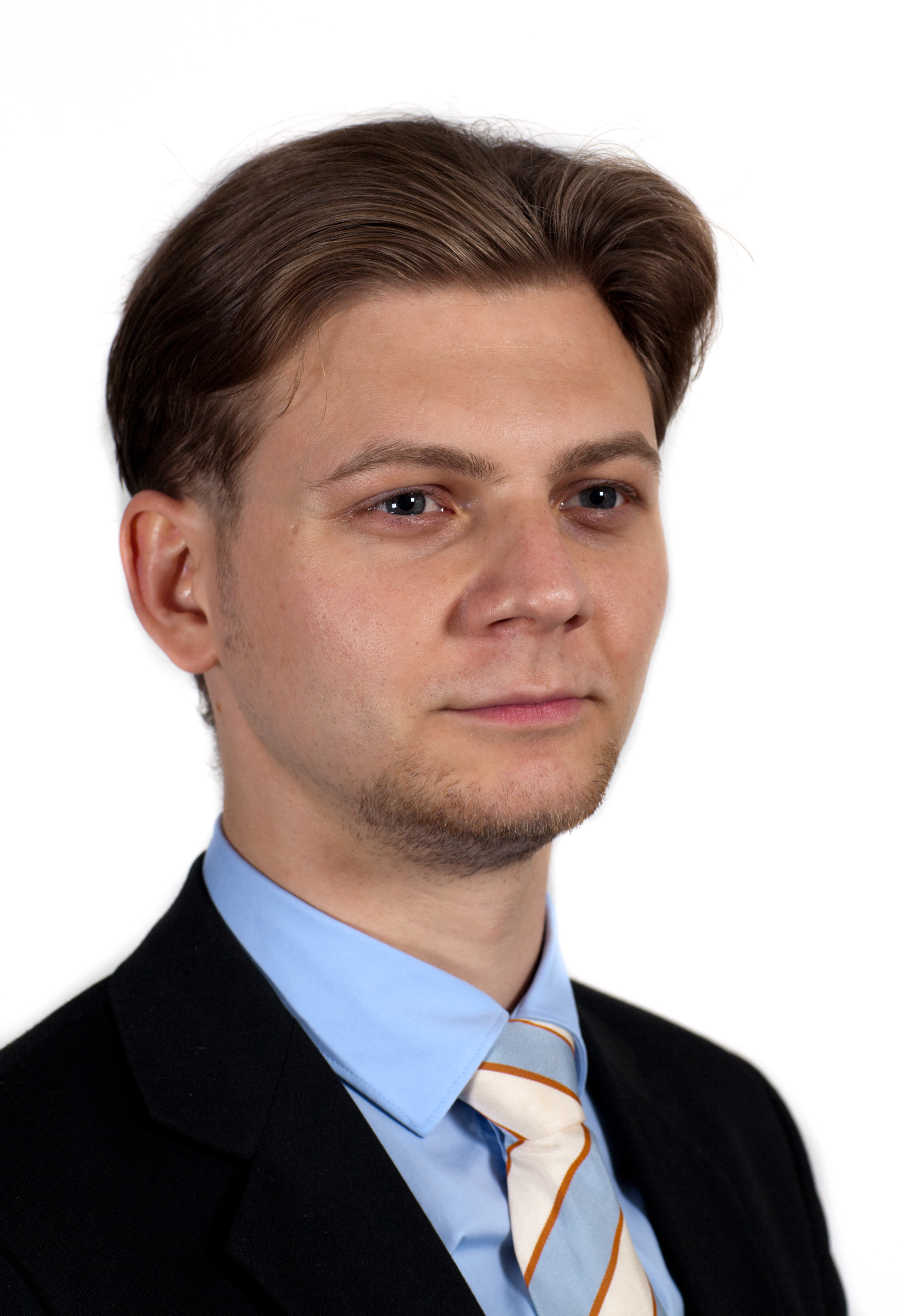
Nikolaus Haufler (* 1984)

### Haufr
- Haufrecht, Herbert (1909–1998), US-amerikanischer Komponist und Volksliedforscher

### Haufs
- Haufs, Rolf (1935–2013), deutscher Schriftsteller

### Hauft
- Hauft, Margit (* 1949), österreichische Religionspädagogin und österreichische leitende kirchliche Funktionärin